# Lakmé
Lakmé – opera w trzech aktach autorstwa Léo Delibes'a do francuskiego libretta Edmonda Gondineta i Philippe'a Gille'a, na podstawie noweli z 1880 roku Rarahu ou Le Mariage de Loti autorstwa Pierre'a Loti.
Najbardziej znanym fragmentem opery jest tzw. Duo des fleurs (Duet kwiatów) z I aktu.

## Historia przedstawiania
Operę po raz pierwszy wystawiono 14 kwietnia 1883 w Opéra-Comique w Paryżu z Marie van Zandt w roli tytułowej oraz Jean-Alexandre Talazacem jako Gérald.

## Role
| Rola                                             | Typ głosu           |
| ------------------------------------------------ | ------------------- |
| Gérald                                           | tenor               |
| Nilakantha                                       | bas                 |
| Lakmé                                            | sopran koloraturowy |
| Frédéric                                         | baryton lub bas     |
| Mallika                                          | mezzosopran         |
| Hadji                                            | tenor               |
| Ellen                                            | sopran              |
| Rose                                             | sopran              |
| Mrs Benson                                       | mezzosopran         |
| Fortune teller                                   | tenor               |
| Chóry: oficerowie, panie, kupcy, bramini, muzycy |                     |

### Treść
- Preludium

#### Akt I
- No. 1 Introduction: "À l'heure accoutumée" (Nilakantha)
- Prière: "Blanche Dourga" (Lakmé, Nilakantha)
- No. 1 Bis - Scène: "Lakmé, c'est toi qui nous protégeons!" (Nilakantha, Lakmé)
- No. 2 - Duetto (Duet kwiatów): "Viens, Mallika, les lianes en fleurs ... Dôme épais, le jasmin" (Lakmé, Mallika)
- Scène: "Miss Rose, Miss Ellen" (Gérald)
- No. 3 - Quintette & couplets: "Quand une femme est si jolie" (Gérald)
- Récitatif: "Nous commettons un sacrilège" (Gérald)
- No. 4 - Air: "Prendre le dessin d'un bijou" (Gérald)
- No. 4 Bis - Scène: "Non! Je ne veux pas toucher" (Gérald, Lakmé)
- No. 5 - Récitatif & Strophes: "Les fleurs me paraissent plus belles" (Lakmé)
- No. 5 Bis - Récitatif: "Ah! Mallika! Mallika!" (Lakmé)
- No. 6 - Duo: "D'où viens-tu? Que veux-tu?" (Lakme, Gérald)
- No. 6 Bis - Scène: "Viens! La! La!" (Nilakantha, Lakmé)
- Entr'acte

#### Akt II
- No. 7 - Choeur & Scène du marche: "Allons, avant que midi sonne"
- No. 7 Bis - Récitatif: "Enfin! Nous aurons du silence!"
- No. 8 - Airs de danse: Introduction
- No. 8 - Airs de danse: Terana
- No. 8 - Airs de danse: Rektah
- No. 8 - Airs de danse: Persian
- No. 8 - Airs de danse: Coda avec Choeurs
- No. 8 - Airs de danse: Sortie
- Récitatif: "Voyez donc ce vieillard"
- No. 9 - Scène & Stances: "Ah! Ce vieillard encore!" (Nilankantha, Lakmé)
- No. 9 Bis - Récitatif: "Ah! C'est de ta douleur" (Lakmé, Nilankantha)
- No. 10 - Scène & Legende de la fille du Paria (Air des Clochettes/The Bell Song): 
"Ah!... Par les dieux inspires... Où va la jeune Hindoue" (Lakmé, Nilankantha)
- No. 11 - Scène: "La rage me dévore" (Nilankantha, Lakmé)
- No. 12 - Scène & Choeur: "Au milieu des chants d'allegresse" (Nilankantha, Lakmé)
- No. 12 Bis - Récitatif: "Le maître ne pense qu'à sa vengeance"
- No. 13 - Duo: "Lakmé! Lakmé! C'est toi!" (Lakmé, Gérald)
- No. 14 - Finale: "O Dourga, toi qui renais" (Gérald)
- Entr'acte

#### Akt III
- No. 15 - Berceuse: "Sous le ciel tout étoile" (Lakmé)
- No. 15 Bis - Récitatif: "Quel vague souvenir alourdit ma pensée?" (Gérald, Lakmé)
- No. 16 - Cantilène: "Lakmé! Lakmé! Ah! Viens dans la forêt profonde" (Gérald)
- No. 17 - Scène & Choeur: "La, je pourrai t'entendre" (Lakmé, Gérald)
- No. 18 - Scène: "Vivant!" (Gérald)
- No. 19 - Duo: "Ils allaient deux à deux" (Lakmé, Gérald)
- No. 20 - Finale: "C'est lui! C'est lui!" (Nilankantha, Lakmé, Gérald)

## Nagrania
- 1940: Lily Pons (Lakmé), Armand Tokatyan (Gérald), Ezio Pinza (Nilakantha), Ira Petina (Mallika), New York Metropolitan Opera Chorus and Orchestra, Wilfrid Pelletier (dyrygent) (The Golden Age; live)
- 1952: Mado Robin (Lakmé), Libero de Luca (Gérald), Jacques Jansen (Frédéric), Jean Borthayre (Nilakantha), Agnés Disney (Mallika), Chœurs et Orchestre du Théâtre National de l'Opéra-Comique, Georges Sébastian (dyrygent) (Decca)
- 1967: Joan Sutherland (Lakmé), Alain Vanzo (Gérald), Gabriel Bacquier (Nilakantha), Jane Berbié (Mallika), Chœurs et Orchestre National de l'Opéra de Monte Carlo, Richard Bonynge (dyrygent) (Decca)
- 1970: Mady Mesplé (Lakmé), Charles Burles (Gérald), Roger Soyer (Nilakantha), Danielle Millet (Mallika), Chœurs et Orchestre du Théâtre National de l'Opéra-Comique, Alain Lombard (dyrygent) (EMI)
- 1998: Natalie Dessay (Lakmé), Gregory Kunde (Gérald), José van Dam (Nilakantha), Chœur et Orchestre du Capitole de Toulouse, Michel Plasson (dyrygent) (EMI)